# Lyonia ferruginea
Lyonia ferruginea är en ljungväxtart som först beskrevs av Thomas Walter, och fick sitt nu gällande namn av Thomas Nuttall. Lyonia ferruginea ingår i släktet Lyonia och familjen ljungväxter. Inga underarter finns listade i Catalogue of Life.

## Bildgalleri

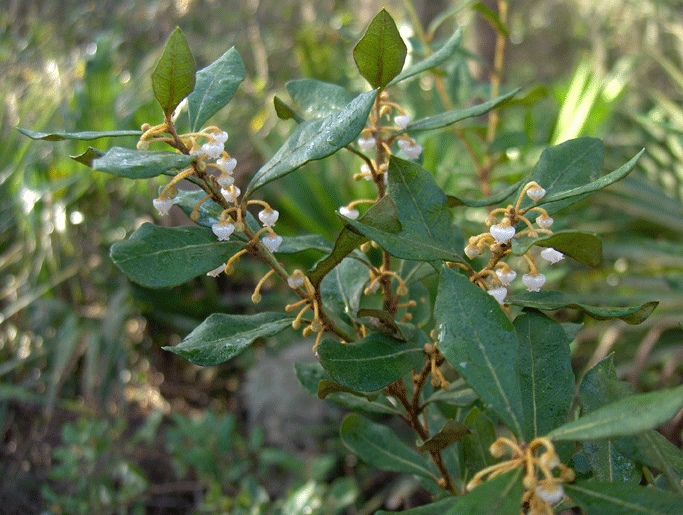
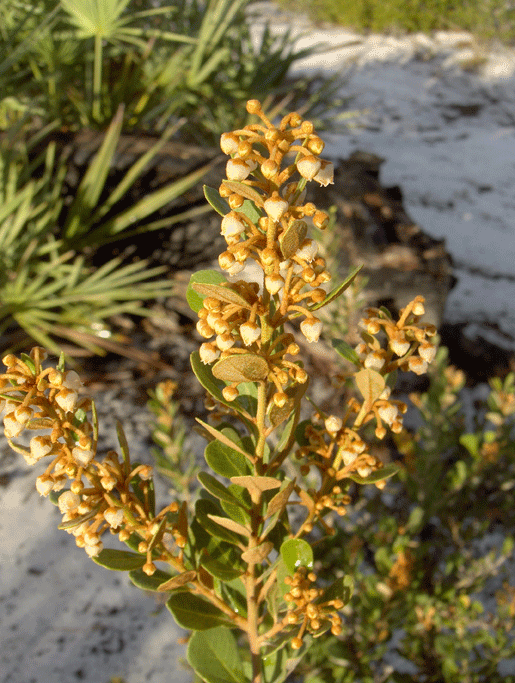
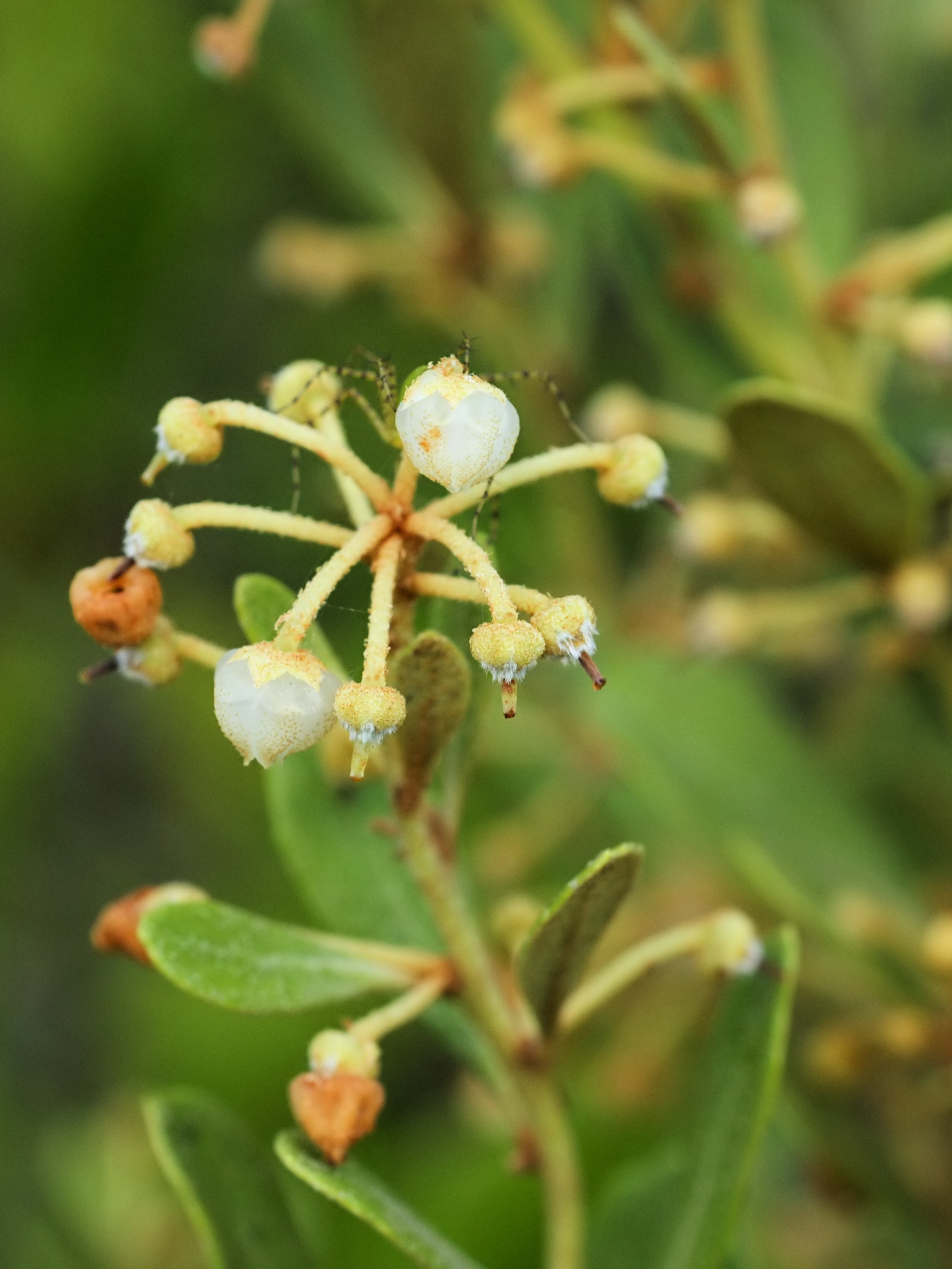